# Mueang Sa Kaeo (huyện)
Amphoe Mueang Sa Kaeo (tiếng Thái: เมืองสระแก้ว) là huyện thủ phủ (Amphoe Mueang) của tỉnh Sakaeo, phía đông Thái Lan.

## Địa lý
Các huyện giáp ranh (từ phía bắc theo chiều kim đồng hồ) là: Khon Buri của tỉnh Nakhon Ratchasima, Watthana Nakhon và Khao Chakan của Sa Kaeo, và Kabin Buri và Na Di của tỉnh Prachinburi.
Khu vực đồi nằm ở ranh giới giữa Sa Kaeo và tỉnh Prachinburi là Vườn quốc gia Pang Sida.

## Lịch sử
1909 Tiểu huyện (king amphoe) Sa Kaeo được lập thuộc Kabinburi. Đơn vị này đã được nâng cấp thành huyện ngày 23 tháng 7 năm 1958. Năm 1993, tỉnh Sakaeo được thành lập, huyện này trở thành huyện thủ phủ của tỉnh.

## Hành chính
Huyện này được chia thành 8 phó huyện (tambon), các đơn vị này lại được chia ra thành 124 làng (muban). Sa Kaeo là thị xã (thesaban mueang) nằm trên một phần của the tambon Sa Kaeo and Tha Kasem. Có hai thị trấn (thesaban tambon) - Tha Kasem và Sala Lamduan cả hai đều nằm trên một phần của tambon cùng tên. Có 8 Tổ chức hành chính tambon.
| STT. | Tên           | Tên Thái  | Số làng | Dân số |  |
| ---- | ------------- | --------- | ------- | ------ |  |
| 1.   | Sa Kaeo       | สระแก้ว    | 18      | 18.785 |  |
| 2.   | Ban Kaeng     | บ้านแก้ง    | 15      | 13.148 |  |
| 3.   | Sala Lamduan  | ศาลาลำดวน | 15      | 12.813 |  |
| 4.   | Khok Pi Khong | โคกปี่ฆ้อง   | 18      | 12.612 |  |
| 5.   | Tha Yaek      | ท่าแยก     | 14      | 12.429 |  |
| 6.   | Tha Kasem     | ท่าเกษม    | 12      | 13.850 |  |
| 8.   | Sa Khwan      | สระขวัญ    | 20      | 15.337 |  |
| 11.  | Nong Bon      | หนองบอน   | 12      | 7.253  |  |

Các con số không có trong bảng này là tambon nay tạo thành Khao Chakan.